# Cantieri Riuniti dell'Adriatico
I Cantieri Riuniti dell'Adriatico furono una società italiana operante nel settore delle costruzioni navali mercantili e militari, dei grossi motori Diesel, caldaie e turbine per la propulsione navale e per usi civili, degli aeroplani, di materiale rotabile ferroviario e di prodotti di elettromeccanica.

## Origini
Trieste sin dalla seconda metà del XIX secolo venne individuata come luogo strategico per la costituzione di officine e cantieri navali in funzione di un porto che nel giro di pochi anni divenne il principale approdo dell'impero austroungarico e l'industriale austriaco Georg Strudthoff vi impiantò la “Fabbrica Macchine Sant'Andrea” per la produzione di macchine a vapore, mentre negli stessi anni venne costituito il “Cantiere San Marco”.

### Stabilimento Tecnico Triestino
Nel 1857 lo stesso Strudthoff costituì sull'arenile di Muggia il “Cantiere San Rocco” che, con la “Fabbrica Macchine Sant'Andrea” confluì nello “Stabilimento Tecnico Triestino” che, a sua volta, negli anni 1890, rilevò il “Cantiere San Marco”, divenendo un soggetto industriale di grande rilevanza.

### Cantiere Navale Triestino

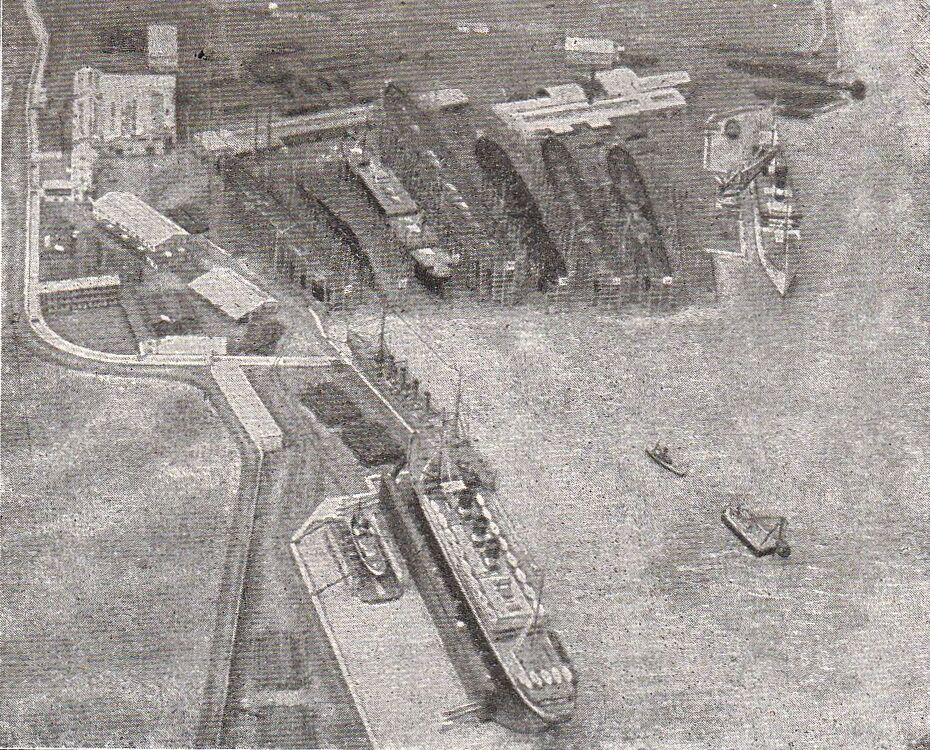
Vista aerea di parte del Cantiere Navale Triestino (c. 1914)

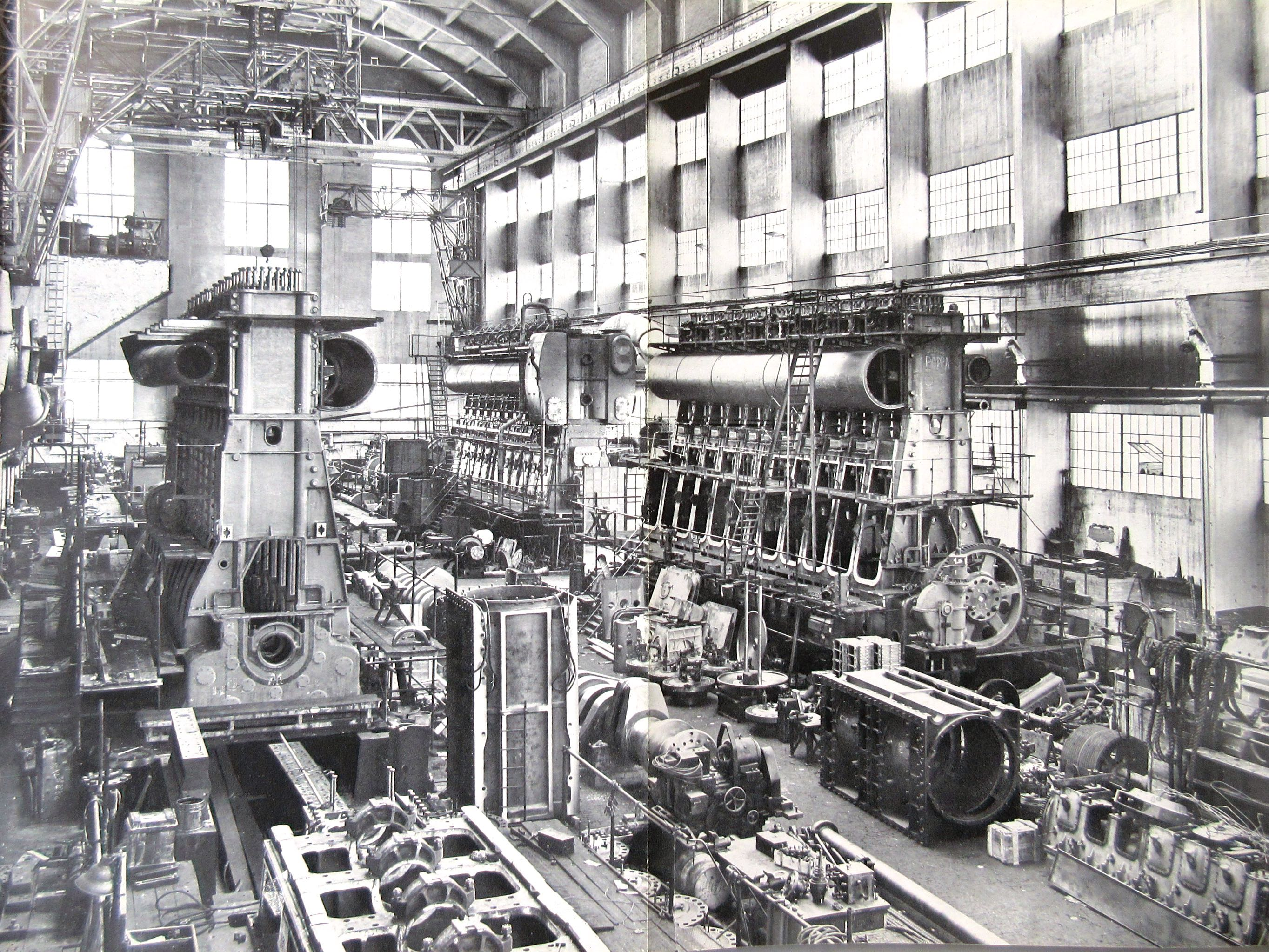
La sala montaggio Motori Diesel della Fabbrica Macchine Sant'Andrea

Dal 1907 si aggiunse un nuovo impianto, progettato e finanziato dalla famiglia Cosulich, proprietaria di una compagnia di navigazione. Il cantiere, ufficialmente costituito a Monfalcone il 3 aprile 1908, assunse la denominazione di Cantiere Navale Triestino.
La famiglia Cosulich originaria di Lussinpiccolo aveva dato inizio alla propria attività armatoriale dal 1857 e nel 1890 trasferì la sede della compagnia a Trieste, dando impulso all'espansione della propria flotta con l'acquisto di diversi piroscafi e fondando nel 1903 la compagnia di navigazione "Unione Austriaca di Navigazione dell'Austro Americana e dei Fratelli Cosulich", i cui piroscafi cominciarono a collegare regolarmente Trieste con il Nord e il Sud America.
Durante la prima guerra mondiale parte della flotta della compagnia venne distrutta insieme ai cantieri di Monfalcone dove erano costruite le navi della compagnia. Terminato il conflitto con il passaggio di Trieste all'Italia la compagnia passata sotto giurisdizione italiana assunse la denominazione Cosulich Società Triestina di Navigazione.
I cantieri di Monfalcone ripresero le attività e la compagnia cominciò a essere conosciuta nel mondo come Cosulich Line. Nei primi mesi del 1928 la Banca Commerciale Italiana cedette il pacchetto azionario del Lloyd triestino di navigazione alla Cosulich Line che in tal modo riuscì a impossessarsi della quasi totalità delle azioni del Lloyd Triestino. Negli anni trenta la Cosulich Line e il Lloyd Triestino per ordine del Governo sarebbero confluite nella società Italia Flotte Riunite il cui coordinamento e controllo era sotto le giurisdizione di una finanziaria a controllo statale, la Finmare.
Significative costruzioni del cantiere furono quelle dei transatlantici Saturnia, Vulcania, Neptunia e Oceania.

#### Officine Aeronautiche
Nel 1923 furono aperte le Officine Aeronautiche in quanto la famiglia Cosulich aveva rivolto il suo interesse alla navigazione aerea ed era proprietaria dal 1921 della Società Italiana Servizi Aerei (SISA), nata con lo scopo di gestire una scuola di volo per piloti di idrovolanti civili e militari, oltre che per effettuare voli turistici, pubblicitari e di collegamento tra le città italiane diventando così una delle prime compagnie aeree commerciali italiane.
Nei primi anni di attività la direzione tecnica e progettuale venne affidata all'ingegner Raffaele Conflenti, il quale venne successivamente affiancato in qualità di vicedirettore tecnico da un giovane Filippo Zappata, allora ventinovenne e fresco di studi, ma già in grado di mettersi in luce per le sue qualità. I progetti di Conflenti, pur essendo di indubbia qualità, rimanevano legati a soluzioni consolidate, che pagavano la loro affidabilità con il rischio di divenire rapidamente obsoleti, questo a causa del fervore nell'evoluzione tecnica progettuale internazionale tipica di quegli anni. Anche per questo al giovane Zappata, nei tre anni di permanenza all'azienda, venne affidato il Reparto Sperimentale oltre a ricoprire un importante ruolo organizzativo nell'Ufficio Tecnico. Il personale specializzato in campo aeronautico, come piloti collaudatori, montatori e motoristi, venne reclutato principalmente dalla SISA mentre le maestranze vennero prelevate dall'attività cantieristica, portando con loro tutta l'esperienza carpentieristica necessaria alla realizzazione degli scafi in legno e di costruzione metallica.
In quel contesto vennero avviati alla produzione numerosi velivoli, sia a uso civile sia militare, inizialmente assumendo l'originaria sigla CNT e che successivamente assunse la definitiva CANT, ovvero Cantieri Aeronautici e Navali Triestini. Il primo velivolo di successo uscito dalle officine di Monfalcone fu il biplano trimotore CANT 6, successo continuato in campo militare con i modelli CANT 7 e CANT 18, utilizzati dal 1923 nelle scuole di volo della neonata Regia Aeronautica, e in campo civile con i CANT 10 e CANT 22, utilizzati dal 1926 per i primi servizi di linea.
La SISA sarebbe stata successivamente assorbita dalla Società Aerea Mediterranea (SAM) all'inizio degli anni trenta, a sua volta confluita, nel 1934, nella società statale Ala Littoria.

## Cantieri Riuniti dell'Adriatico
Il 18 settembre 1930 si costituì la società anonima per azioni Cantieri Riuniti dell'Adriatico (C.R.D.A.), con sede a Trieste dalla fusione dello Stabilimento tecnico triestino e Cantiere navale triestino. Presidente della società l'ammiraglio Umberto Cagni.
La società risultava così articolata:
- Direzione generale a Trieste
  - Cantiere San Marco a Trieste
  - Cantiere San Rocco a Trieste
  - Fabbrica Macchine Sant'Andrea (FMSA) a Trieste
  - Cantiere Navale Triestino a Monfalcone allora in provincia di Trieste, ora in provincia di Gorizia, con le Officine Aeronautiche che mantennero la denominazione CANT acronimo di Cantieri Aeronautici e Navali Triestini; il Cantiere Navale Triestino di Monfalcone e le Officine Aeronautiche presero la nuova denominazione di CRDA CANT.

Tra le società affiliate, si ricordano:
- la S.A. Fonderie e Officine di Gorizia
- Officine Ponti e Gru di Trieste
- Il Cantiere Scoglio Olivi di Pola
- la S.A. Gas Compressi di Trieste
- la S.A. Cantieri Navali e Officine Meccaniche (CNOMV) di Venezia
- la S.A. Esercizio Bacini di Venezia

I Cantieri Riuniti dell'Adriatico contribuirono inoltre anche all'istituzione dell'Ufficio Tecnico di Unificazione Navale (UNAV) con sede a Genova.
Nel 1933 i Cantieri Riuniti dell'Adriatico entrarono nell'orbita dell'IRI. Nello stesso anno le Officine Aeronautiche furono riorganizzate e potenziate e nel 1935-1936 fu appositamente allestito l'aeroporto di Ronchi dei Legionari, dove poter testare i nuovi modelli CANT. Inoltre tra il 1926 e il 1935 furono realizzati presso i cantieri CRDA CANT di Monfalcone circa 140 velivoli su licenza SIAI e gli aerei usciti dalle officine conquistarono 40 record mondiali, mentre per volere di Italo Balbo il capo designer diventò Filippo Zappata che aveva lavorato con Louis Blériot nell'azienda francese che portava il suo nome, la Blériot Aéronautique.
La società, grazie all'integrazione tra gli stabilimenti di Monfalcone, Trieste, Venezia e Pola, diede luogo a un polo navalmeccanico all'avanguardia nella produzione di motori, macchine elettriche e velivoli che arrivò a contare nel periodo prebellico oltre 12 000 dipendenti.
La gestione della famiglia Cosulich durò incontrastata fino al 1933, quando i Cantieri Riuniti dell'Adriatico entrarono nell'orbita dell'IRI, tuttavia i Cosulich continuarono a godere la massima fiducia della nuova proprietà, tanto da rimanere alla direzione del cantiere fino al 1949, anno della morte di Augusto Cosulich.

### Imbarcazioni militari costruite fra le due guerre

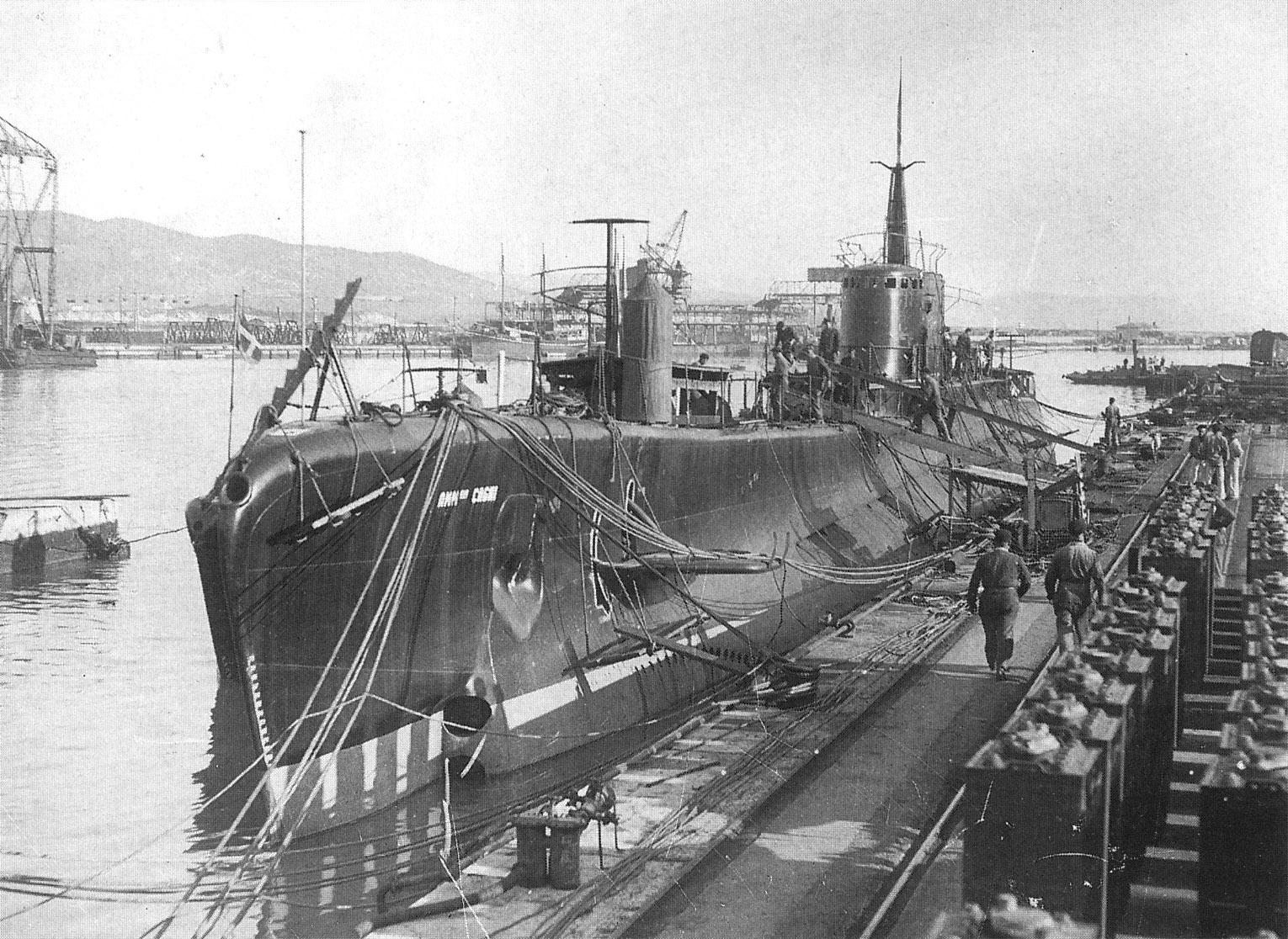
Il Cagni alla banchina lavori del cantiere di Monfalcone. Notare gli accumulatori delle batterie allineati sulla banchina per essere imbarcati

#### Sommergibili (selezione)
| Alcune delle più importanti sommergibili varati nel corso degli anni dai cantieri C.R.D.A. comprendono: |                                                                                  |
| | Vedi anche Categoria:Sommergibili costruiti dai Cantieri Riuniti dell'Adriatico. |

- Fratelli Bandiera, sommergibile della classe Santarosa (conosciuta anche come Classe Bandiera);
- Luciano Manara, sommergibile della classe Santarosa;
- Argo e Velella, sommergibili della classe Argo;[2]
- Ammiraglio Saint Bon, sommergibile della classe Ammiragli varato il 6 giugno 1940;
- Ammiraglio Cagni, sommergibile della classe Ammiragli varato il 20 luglio 1940;
- Ammiraglio Millo, sommergibile della classe Ammiragli varato il 31 agosto 1940;
- Ammiraglio Caracciolo, sommergibile della classe Ammiragli varato il 16 ottobre 1940.

#### Navi (selezione)
| Alcune delle più importanti navi varate nel corso degli anni dai cantieri C.R.D.A. comprendono: |                                                                          |
|                                                                                                 | Vedi anche Categoria:Navi costruite dai Cantieri Riuniti dell'Adriatico. |

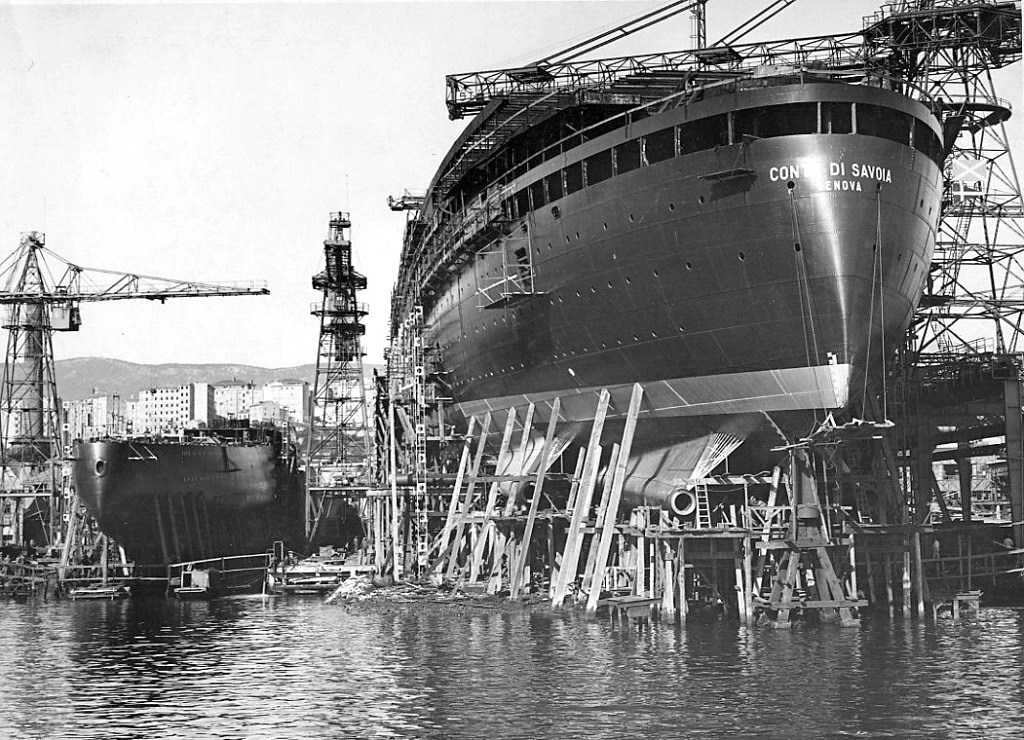
L'incrociatore Cadorna e il transatlantico Conte di Savoia sugli scali a Trieste

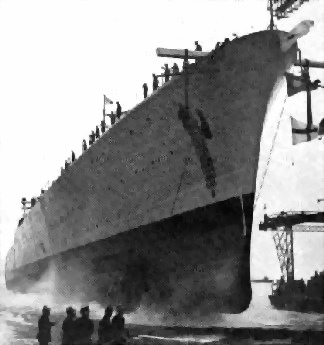
Il varo dell'incrociatore Garibaldi il 21 aprile 1936

Il varo della corazzata Vittorio Veneto il 25 luglio 1937

- Andrea Doria, nave da battaglia appartenente alla Classe Caio Duilio, risalente al primo conflitto mondiale e ricostruita prima della seconda guerra mondiale presso i Cantieri Riuniti dell'Adriatico, dopo essere sopravvissuta al conflitto fece parte della Marina Militare Italiana, prestando servizio fino al 1956;
- Artemide, corvetta antisommergibili della classe Gabbiano. 1942-1943;
- Berenice, corvetta antisom, classe Gabbiano. 1942-1943;
- Luigi Cadorna, incrociatore leggero della classe omonima, varato nel 1931 e radiato nel 1951;
- Ciclone, torpediniera classe Ciclone varata il 1º marzo 1942 e affondata da una mina l'8 marzo 1943 nel Canale di Sicilia;
- Chimera, corvetta antisom, classe Gabbiano. 1942-1971;
- Comandante Botti, cacciatorpediniere classe Medaglie d'Oro, impostato e mai varato;
- Comandante Corsi, cacciatorpediniere classe Medaglie d'Oro, impostato e mai varato;
- Comandante Esposito, cacciatorpediniere classe Medaglie d'Oro, impostato e mai varato;
- Comandante Fiorelli, cacciatorpediniere classe Medaglie d'Oro, impostato e mai varato;
- Comandante Giannattasio, cacciatorpediniere classe Medaglie d'Oro, impostato e mai varato;
- Comandante Milano, cacciatorpediniere classe Medaglie d'Oro, impostato e mai varato;
- Comandante Novaro, cacciatorpediniere classe Medaglie d'Oro, impostato e mai varato;
- Comandante Ruta, cacciatorpediniere classe Medaglie d'Oro, impostato e mai varato;
- Conte di Cavour, nave da battaglia appartenente all'omonima classe, varata nel 1911 presso l'Arsenale della Spezia, ricostruita presso i Cantieri Riuniti dell'Adriatico nel 1937, semiaffondata durante l'attacco a Taranto nel 1940, riparata fu definitivamente persa nel 1943;
- Danaide, corvetta antisom, classe Gabbiano. 1942-1968;
- Dardanelli, posamine varato il 18 novembre 1925. In servizio presso la Regia Marina dal 1926 al 1938, anno in cui fu ceduto alla marina venezuelana;
- Driade, corvetta antisom, classe Gabbiano. 1942-1966;
- Egeria, corvetta antisom, classe Gabbiano. 1942-1943;
- Etna: incrociatore antiaereo della classe omonima, varato nel 1942, perso nel settembre 1943;
- Euridice, corvetta antisom, classe Gabbiano. Impostata nel 1943 presso i cantieri di Monfalcone, non completata;
- Euterpe, corvetta antisom, classe Gabbiano. 1942 - 1943;
- Fortunale, torpediniera classe Ciclone varata il 18 aprile 1942. Nel dopoguerra venne all'Unione Sovietica il 1º marzo 1949 e rinominata Z 17;
- Fenice, corvetta antisom, classe Gabbiano. 1942-1965;
- Flora, corvetta antisom, classe Gabbiano. 1942-1969;
- Giuseppe Garibaldi, incrociatore leggero della classe Duca degli Abruzzi, varato nel 1936 e ricostruito tra il 1957 e il 1961 come incrociatore lanciamissili presso l'Arsenale di La Spezia. Dopo la ricostruzione ebbe il distintivo ottico 551 rivestendo anche il ruolo di ammiraglia nella Marina Militare Italiana;
- Melpomene, corvetta antisom, classe Gabbiano. 1942-1943;
- Minerva, corvetta antisom, classe Gabbiano. 1942-1969;
- Muzio Attendolo, incrociatore leggero della classe Condottieri tipo Montecuccoli, varato nel 1934, prese parte allo scontro di Punta Stilo, fu bombardato il 4 dicembre 1942 e affondò;
- Ostia, posamine varato nel dicembre 1925. In servizio dal 1927, presso la marina italiana, fu autoaffondato a Massaua, nell'aprile 1941;
- Persefone, corvetta antisom, classe Gabbiano. 1942-1943;
- Pomona: corvetta antisom, classe Gabbiano. 1942-1965;
- Roma, corazzata della classe Littorio varata il 9 giugno 1940 e affondata il 9 settembre 1943;
- Sfinge, corvetta antisom, classe Gabbiano. 1942-1975;
- Sibilla, corvetta antisom, classe Gabbiano. 1942-1971;
- Tersicore, corvetta antisom, classe Gabbiano. Impostata nel 1943 presso i cantieri di Monfalcone, non completata;
- Tifone, torpediniera classe Ciclone varata il 31 marzo 1943 autoaffondatasi al largo di Tunisi il 7 maggio 1943 per evitare la cattura dopo che il giorno prima era stata danneggiata da un bombardamento aereo e mandata ad arenarsi;
- Uragano, torpediniera classe Ciclone varata il 3 maggio 1942 e affondata da una mina il 3 febbraio 1943 nel Canale di Sicilia, venne soccorsa durante il suo affondamento dal cacciatorpediniere Saetta anch'esso affondato;
- Urania, corvetta antisom, classe Gabbiano. 1942-1971;
- Venezia, esploratore della classe Venezia, varato nel 1912 e radiato nel 1937;
- Vesuvio, incrociatore antiaereo della classe Etna, varato nel 1941, perso nel settembre 1943;
- Vittorio Veneto, nave da battaglia della classe Littorio varata il 25 luglio 1937 e demolita nel dopoguerra in conseguenza del trattato di pace.

### Aerei costruiti nei Cantieri Aeronautici e Navali Triestini

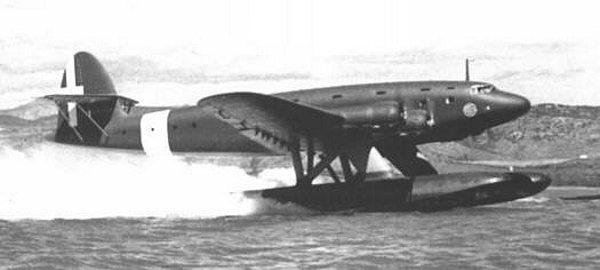
Un Cant Z.511 in decollo vicino a Trieste

- C.S.6: prototipo di modello per un bando della Regia Aeronautica che richiedeva un idrovolante plurimotore da usare come aerosilurante, fine del 1924, la sigla significa CNT Silurante;
- CNT II: o CNT 2, progettato da Alessandro Guidoni per gareggiare alla Coppa Schneider del 1925.
- CANT 6ter: versione modificata del precedente per il trasporto passeggeri;
- CANT 7: o CNT 7, simile al successivo CANT 12. In attività dal 1924 fino a metà degli anni trenta.
- CANT 10: e CANT 10ter, idrovolante di linea, biplano a scafo centrale, 1925 - 1931.
- CANT 10M.RI.: idrovolante da ricognizione.
- CANT 11: settembre 1924, velivolo realizzato per gareggiare alla coppa Schneider.
- CANT 12: idrovolante, biplano, monomotore a scafo centrale. 1925.
- CANT 13: aereo anfibio a scafo centrale, monomotore, biposto, biplano. Fine del 1925.
- CANT 18: e CANT 18bis idrovolante da addestramento avanzato. Biplano a scafo centrale. in servizio dal 1926 al 1944.
- CANT 21: idrovolante da ricognizione, simile al CANT 10 e 13. 1926.
- CANT 22: idrovolante di linea, trimotore, sesquiplano, capace di portare una decina di passeggeri. I 10 esemplari prodotti, furono in servizio dal 1927 al 1937 principalmente sulla linea Brindisi - Valona.
- CANT 23: aereo di linea, terrestre. 1932.
- CANT 25: idrocaccia imbarcato. Derivato dal 18ter fu prodotto dal 1927, in circa 40 esemplari (il modello più di successo per la CANT), di cui 14 CANT 25M (ad ala smontabile) e circa 20 CANT 25A.R. (ad ala ripiegabile). I CANT 25 erano imbarcati, tra l'altro, sugli incrociatori pesanti della classe Zara. In seguito sostituito dagli IMAM Ro.44, rimase comunque in servizio come addestratore.
- CANT 26: biplano, poteva essere modificato in un idrovolante sostituendo al carrello due scarponi. Prodotto nel 1928.
- CANT 35: idrovolante imbarcato ad ali ripiegabili. 1932.
- CANT 36: biplano biciclo da usarsi come addestratore avanzato, non vinse perciò il concorso indetto dalla Regia Aeronautica. 1931
- CANT 37: identico al CANT 35, aveva però le ali smontabili.
- CANT 38: idrovolante biplano a scafo da ricognizione e bombardamento leggero. 1934.
- CANT Z.501 Gabbiano: idrovolante da ricognizione e bombardamento, primo volo 7 febbraio 1934.
- CANT Z.504: idrovolante biplano imbarcato da ricognizione, primo volo 1º settembre 1934, tecnicamente inferiore dal Ro.43, non vinse il bando della Regia Aeronautica.
- CANT Z.505: idrovolante postale, realizzato in un solo esemplare effettuò il primo volo il 10 luglio 1935, e fu radiato il 27 luglio 1941.
- CANT Z.506: idrovolante da ricognizione e bombardamento.
- CANT Z.508: idrovolante da ricognizione e bombardamento, trimotore, volò per la prima volta il 17 novembre 1936; i tre esemplari realizzati, in forza presso una squadriglia a Cadimare (La Spezia), furono radiati nel 1941.
- CANT Z.509: simile al Z.506, idrovolante postale, primo volo 10 novembre 1937 fu realizzato in 3 esemplari. Nell'agosto del 1943 due Z.509 erano ancora in servizio.
- CANT Z.511: noto anche come CANT Z.511A era un idrovolante di linea, destinato alle rotte atlantiche da cui la A. Il più grande idrovolante a galleggianti mai costruito.
- CANT Z.514: versione con galleggianti dello Z.1018.
- CANT Z.515: idrovolante da ricognizione marittima veloce, inizialmente gli fu preferito il CMASA (Costruzioni Meccaniche Aeronautiche S.A.) R.S.14 (o Fiat Rs.14), ma poi ne furono commissionati 15 nel 1942, di cui solo 10 furono completati.
- CANT Z.516: idrovolante da bombardamento.
- CANT Z.1007 Asso e Z.1007bis Alcione.
- CANT Z.1010 Balilla: aereo civile quadriposto, monoplano con ala alta, carrello biciclo e pattino caudale (in coda). Il prototipo volò la prima volta il 21 agosto 1935, andò perso in un volo di test l'anno successivo. Non ne furono realizzati altri esemplari.
- CANT Z.1011: bombardiere bimotore, volò per la prima volta il 2 marzo 1936, realizzato in 6 esemplari.
- CANT Z.1012: aereo di linea, simile per molti aspetti al CANT 1007. 1937.
- CANT Z.1015: derivato dal CANT Z.1007ter;
- CANT Z.1018 Leone: 1939

### Altre produzioni
I CRDA costruirono oltre a imbarcazioni e veicoli aerei anche due modelli di filobus nei cantieri di Monfalcone per la rete filoviaria triestina.
- Alfa Romeo 140AF CRDA TIBB, costruiti tra il 1952 d il 1956, poi ceduti in parte all'ATACS di Salerno.
- Alfa Romeo 900AF CRDA TIBB, costruiti nel 1952, poi ceduti alla rete di Salerno come i precedenti.

## Dal dopoguerra a oggi
Il cantiere di Monfalcone fu bombardato dalla RAF il 19 marzo, il 4 e il 20 aprile 1944. Questi bombardamenti distrussero completamente le Officine Aeronautiche e i velivoli in costruzione e soltanto il cantiere nel dopoguerra sarebbe stato ricostruito, mentre le Officine Aeronautiche avrebbero cessato la loro produzione.

### Dopoguerra
Il dopoguerra e la ricostruzione furono uno dei momenti più alti per la cantieristica nazionale e vide prodigarsi, con grande spirito di sacrificio, a tutti i livelli, il personale che vi operava, dai massimi dirigenti agli operai, nell'opera di ricostruzione degli impianti e della flotta, adottando soluzioni nuove ed economiche. A Monfalcone uno dei massimi protagonisti fu il direttore del Cantiere Nicolò Costanzi e già nel 1950, era stato demolito il relitto del Conte di Savoia, costruito a Trieste nei Cantieri Riuniti dell'Adriatico all'inizio degli anni trenta, ed eseguito il riallestimento del Conte Biancamano. A Trieste e Monfalcone vennero costruiti l'Augustus e il Giulio Cesare, varato nel 1950 e primo transatlantico italiano a essere stato costruito nel dopoguerra. Il Biancamano, che riprese la navigazione nel 1949 sulle rotte dirette in Nord e Sud America, fu la prima unità della rinnovata flotta mercantile italiana e al suo riallestimento collaborarono pittori come Massimo Campigli, Mario Sironi, Roberto Crippa.
A Trieste il 24 marzo 1963 venne varato il transatlantico Raffaello costruito per la Società Italia Navigazione con madrina del varo la Signora Giuliana Merzagora la moglie dell'allora Presidente del Senato Cesare Merzagora.
Il Cantiere San Rocco nel 1958 venne venduto alla Micoperi di Milano, dopo che sotto la gestione dei Cantieri Riuniti dell'Adriatico vi erano state realizzate dal 1938 oltre 20 navi. Venne utilizzato fino al 1972 solo per manutenzione e riparazione e dal 1972 solo per carenaggio.
Nel 1982 venne ceduto a una società con interessi nel campo immobiliare che ha sviluppato e realizzato il progetto Marina di Porto San Rocco, un porto turistico attiguo al cantiere. Nel 2003 i Cantieri San Rocco sono stati acquisiti da Dreaming Group e vi vengono svolte le attività di refitting, rimessaggio, manutenzione ordinaria e straordinaria, assistenza e riparazione post-vendita.

### Italcantieri e Fincantieri
Nell’ottobre 1965 venne istituita una Commissione interministeriale di studio per i cantieri navali, meglio nota come Commissione Caron, il cui compito era quello di proporre un nuovo assetto per la cantieristica pubblica. Al termine dei lavori, la Commissione suggerì, da un lato, di ridurre il numero degli stabilimenti e dall’altro di consolidare gli stabilimenti che s’intendeva mantenere in attività. Nell’ottobre 1966, ispirandosi alle conclusioni della commissione il Comitato interministeriale per la programmazione economica varò un piano che prevedeva, fra l’altro, la nascita di una società, la Italcantieri – Cantieri Navali Italiani, società facente parte della galassia IRI, in cui confluirono gli stabilimenti di costruzione navale a partecipazione statale dell'Ansaldo dei Cantieri Riuniti dell'Adriatico e della Navalmeccanica.
All'inizio del 1966, il governo elaborò un piano di riordino della cantieristica nazionale che prevedeva un nuovo raggruppamento denominato Italcantieri – Cantieri Navali Italiani, società facente parte della galassia IRI, in cui confluirono il cantiere di Monfalcone, il cantiere di Castellammare di Stabia e il cantiere navale di Sestri Ponente gli stabilimenti di costruzione navale a partecipazione statale, i Cantieri Riuniti dell'Adriatico di Monfalcone e il Cantiere navale di Castellammare di Stabia.
Nel 1966, ultimo anno societario, i Cantieri Riuniti dell'Adriatico risultavano così composti:
- Sede e Direzione Centrale a Trieste
  - Cantiere San Marco a Trieste
  - Officine Ponti e Gru a Trieste
  - Fabbrica Macchine Sant'Andrea (FMSA) a Trieste
  - Fonderie ghisa e bronzo a Trieste
  - Cantiere Navale di Monfalcone

Con il riordino della cantieristica una parte dei Cantieri Riuniti dell'Adriatico venne incorporata nella Italcantieri, e un'altra parte confluì nella Grandi Motori Trieste.
La società Italcantieri fondata il 22 ottobre 1966 con sede in Trieste era così articolata:
- Sede e direzione generale a Trieste
  - Cantiere navale di Monfalcone (GO)
  - Cantiere navale di Sestri Ponente (GE)
  - Cantiere navale di Castellammare di Stabia (NA)

Dei Cantieri Riuniti dell'Adriatico confluì nell'Italcantieri la Direzione Generale di Trieste e lo stabilimento di Monfalcone.
Nel 1966 venne formata anche una joint-venture tra l'IRI e la FIAT, in base alla quale le due società rilevavano la Fabbrica Macchine Sant'Andrea accordandosi per trasferire le rispettive produzioni di grossi motori diesel in una nuova società, chiamata Grandi Motori Trieste. L'accordo prevedeva anche la costruzione di un nuovo e moderno stabilimento a Bagnoli della Rosandra, in provincia di Trieste.
Dopo l'entrata in funzione del nuovo stabilimento, la produzione venne spostata da Sant'Andrea a Bagnoli, e i vecchi impianti vennero dimessi. In quella sede sorge oggi un palazzo direzionale del gruppo Fincantieri, che nel 1984 inglobò l'Italcantieri. Lo stabilimento di Bagnoli della Rosandra costituisce invece oggi la sede della Wärtsilä Italia, facente parte della Wärtsilä Corporation finlandese.
Il cantiere navale di Trieste che vide l'ultimo varo di un'imbarcazione, una motonave da carico, il 16 marzo 1968 durante il periodo della gestione Italcantieri e Fincantieri il cantiere è stato utilizzato solo per riparazioni e dalla fine degli anni novanta viene gestito dalla società Nuovo Arsenale Cartubi sotto la cui gestione il 26 ottobre 2008 dopo oltre 40 anni è avvenuto il varo di una nuova nave, una gassiera commissionata da un armatore norvegese.
Il cantiere di Monfalcone dall'inizio degli anni novanta rivolge la sua produzione alla costruzione di prestigiose navi da crociera e dopo che con la consegna di sommergibili Gazzana Priaroggia e del Longobardo la produzione dei sommergibili è stata trasferita dalla Fincantieri al Muggiano oggi fa capo alla Direzione Navi da Crociera di Fincantieri.
Tra le realizzazioni più importanti fatte a Monfalcone ci sono la piattaforma off-shore "Micoperi 7000", le petroliere costruite per l'Eni lunghe oltre 250 m e le bulk-carrier lunghe oltre 320 m con 131.000 tonnellate di stazza lorda.
Tra le costruzioni fatte per la Marina Militare i sommergibili classe Toti, varati tra il 1967 e il 1968, e classe Sauro, varati tra il 1976 e il 1993, e soprattutto la portaerei Garibaldi, varata il 4 giugno 1983 che ricopre il ruolo di ammiraglia della flotta della Marina Militare.
In occasione del centenario del cantiere di Monfalcone, il 27 marzo 2008 il Presidente della Repubblica Giorgio Napolitano si è recato in visita al cantiere di Monfalcone per inaugurare la mostra Cantiere 100 anni di navi a Monfalcone. Quest'ultima è stata aperta al pubblico il successivo 3 aprile, giorno esatto del Centenario del cantiere, e accompagnata dal catalogo della stessa curato da Matteo Martinuzzi.

## Archivio
La documentazione proveniente dal Lloyd austriaco, dal Lloyd triestino e dai Cantieri riuniti dell'Adriatico è stata depositata dalla Fincantieri CNI spa presso l’Archivio di Stato di Trieste, ed è riunita nel fondo denominato Arsenale triestino San Marco (estremi cronologici: 1861-1962).